# Ганун
Ганун (Аннон) (*חָנוּן; д/н — бл. 980 до н. е.) — 2-й цар Аммону в 1000/990—985/980 роках до н. е. Більшість відомостей про нього міститься в Біблії.

## Життєпис
Походив з династії Наасидів. Син Нахаша, царя Аммону. Після смерті останнього близько 1000 року до н. е. посів трон. Під впливом радників вирішив змінити відношення до Ізраїльського царства, які побоювалися зростання потуги ізраїлітян після успішних кампаній проти філістімлян. Коли ізраїльський цар Давид відправив до нього послів, щоб передати його співчуття зі смертю батька та вітання зі сходженням на трон, Ганун принизив посланців, роздягнувши їх одяг і голивши половину бороди.
Слідом за цим уклав союз з Гадад-Езером, царем Арама-Цоби, проти Ізраїлю, але близько 995 (або 985/980) року до н. е. арамейсько-аммонітське військо зазнало поразки від ізраїльського полководця Іоава. Потім Давид переміг та повалив самого Гануна. Новим царем Аммону було поставлено брата Гануна — Собі, а саме Аммонітське царство визнало зверхність Ізраїлю.